# Thomas Gurney (Ritter)
Sir Thomas Gurney (auch de Gurney) († vor 7. Juli 1333 in Bayonne) war ein englischer Ritter. Er gilt als einer der Mörder des abgesetzten Königs Eduard II.

## Herkunft
Thomas Gurney entstammte einer Familie der Gentry aus Somerset. Er war ein Sohn seines gleichnamigen Vaters Thomas Gurney, einem Ritter mit Landbesitz in Englishcombe und Farrington Gurney. Sein Vater nahm bis 1301 an mehreren Feldzügen im Krieg mit Schottland teil und starb offenbar wenig später. Ein weiterer Thomas Gurney († 1343) aus East Harptree war ein entfernter Cousin des jüngeren Thomas Gurney.

## Dienst als Vasall der Berkeleys
Wahrscheinlich der jüngere Thomas Gurney diente 1307 mit bei der Steuererhebung in Somerset. Als Vasall von Maurice de Berkeley gehörte Gurney 1316 zur Garnison von Berwick, einer wichtigen Grenzstadt zu Schottland. Da die Berkeleys Vasallen des Earl of Pembroke waren, gehörte auch Gurney zum Gefolge von Pembroke. Im April 1318 erhielt Gurney die Livree eines Rittes des königlichen Haushalts. Am 31. Juli 1318 unterstützte er jedoch Thomas de Berkeley, einen Sohn von Maurice de Berkeley, und dessen Gefolgsleute, als sie einen Jagdpark des Earl of Pembroke in Gloucestershire überfielen. Trotz der Versuche Pembrokes, die Angreifer zur Verantwortung zu ziehen, konnten die Beschuldigten nie vor Gericht gestellt werden. Dies lag vor allem daran, dass die Familie Berkeley dank ihres Einflusses in der Region ein Gerichtsverfahren verhindern oder verzögern konnte. Zusammen mit Thomas de Berkeley und John Maltravers nahm Gurney im Herbst 1318 sogar die Coroner von Gloucestershire gefangen, so dass das Gerichtsverfahren erneut scheiterte. Wenig später wechselte Gurney im Gefolge von Maurice de Berkeley ebenfalls in den Dienst des mächtigen Marcher Lords Roger Mortimer of Wigmore. Vermutlich unterstützte er Mortimer, als dieser ab 1321 im Despenser War gegen König Eduard II. rebellierte. Am 7. Dezember 1321 befahl der König die Beschlagnahmung von Gurneys Besitzungen. Der König konnte im Frühjahr 1322 die Rebellion niederschlagen. Gurney geriet in Gefangenschaft und wurde als Rebell im Tower of London eingekerkert. Am 1. Juli 1324 wurde er begnadigt und erhielt unter der Auflage, eine Strafe von £ 100 zu zahlen, seine Besitzungen zurück. Im Januar 1325 wurde er während des Kriegs von Saint-Sardos zum Kriegsdienst in die Gascogne berufen.

## Rolle beim Tod von Eduard II.
Im Herbst 1326 konnte Roger Mortimer zusammen mit Königin Isabelle die Herrschaft von Eduard II. stürzen. Möglicherweise war Gurney nach seinem Kriegsdienst nicht nach England zurückgekehrt, sondern hatte sich Mortimer in Frankreich angeschlossen, was aber unwahrscheinlich ist. Für den minderjährigen neuen König Eduard III. übernahm faktisch Mortimer die Regentschaft. Am 14. Februar 1327 wurde Gurney die Strafe für seine Beteiligung an der Rebellion von 1321 erlassen. Im April 1327 übertrug Mortimer Thomas de Berkeley und John Maltravers die Aufsicht über den abgesetzten König, der in Berkeley Castle inhaftiert wurde. Gurney gehörte zu den Rittern, die den König bewachen sollten. Nach mehreren Versuchen, den abgesetzten König zu befreien, kam William Ockley angeblich mit Briefen von Mortimer nach Berkeley. Wahrscheinlich wurde Eduard II. wenig später ermordet. Am 22. September brach Gurney mit Briefen von Thomas de Berkeley zu König Eduard III. auf. Am späten Abend des 23. September erreichte er den König wahrscheinlich in Lincoln und berichtete ihm vom Tod seines Vaters. In den nächsten Jahren erhielt Gurney verschiedene kleinere Gunstbeweise durch die Regierung, unter anderem wurde er Vormund für den jungen Hugh Despenser.

## Anklage, Verurteilung und Flucht
Zunächst wurde angenommen, dass der abgesetzte König eines natürlichen Todes gestorben war. Dann wurde sogar vermutet, dass er gar nicht tot sei, sondern weiter von Mortimer gefangen gehalten werde. 1330 glaubte der Earl of Kent, ein Halbbruder von Eduard II., dass der abgesetzte König in der Obhut von Gurney in Corfe Castle festgehalten werde. Mortimer benutzte dies, um Kent als Verräter zu verurteilen und hinrichten zu lassen. Im Oktober 1330 wurde Mortimer jedoch selbst durch einen Staatsstreich des jungen Eduard III. gestürzt und wenig später als Verräter hingerichtet. Während einer Parlamentsversammlung im November 1330 wurde Gurney zusammen mit William Ockley beschuldigt, den abgesetzten König ermordet zu haben. Er wurde in Abwesenheit zum Tod verurteilt. Eduard III. ließ ihn verfolgen, um die Wahrheit über das Schicksal seines Vaters zu erfahren. Auf Gurney wurde ein Kopfgeld von £ 100 lebend oder 100 Mark tot ausgesetzt. Gurney war aber zuvor aus England geflüchtet. Vermutlich war er zunächst nach Südwestengland gereist, wo er Verwandte hatte. Zusammen mit dem ebenfalls verfolgten John Maltravers entkam er dann mit Hilfe von Einheimischen per Schiff aus dem kleinen Hafen Mousehole.

## Gefangennahme und Tod
In einem Gerichtsverfahren wurden im März 1331 die Anklagen gegen Gurney wegen des Mordes an Eduard II. bekräftigt. Gurney wurde im selben Jahr im kastilischen Burgos von einer englischen Pilgerin erkannt. Sie beschuldigte ihn des Königsmordes, worauf Gurney verhaftet wurde. Bevor englische Beamte ihn dort übernehmen konnten, konnte er nach Aragón entkommen. Er flüchtete nach Italien, wo ihn William of Cornwall in Neapel ausfindig machen konnte und verhaften ließ. Nachdem die englische Regierung davon erfahren hatte, sandte sie William of Thwing nach Italien, um Gurney nach England zu bringen. Thwing brachte Gurney per Schiff nach Collioure bei Perpignan und dann weiter nach Bayonne in die zu England gehörende Gascogne. Dort starb Gurney im Frühsommer 1333. Angeblich soll Oliver Ingham, der Seneschall der Gascogne, ihn durch Enthaupten hingerichtet haben, nachdem Gurney seine Beteiligung am Tod des abgesetzten Königs gestanden hatte. Wahrscheinlich war Gurney aber krank und starb an den Folgen seiner Krankheit. Thwing reiste zurück nach England und informierte Eduard III. am 7. Juli 1333 über den Tod von Gurney.

## Familie, Nachkommen und Erbe
Gurney hatte Joan, eine Tochter von Matthew Furneaux geheiratet. Sie war die Witwe von Thomas Tryvet und erhielt im März 1331 die beschlagnahmten Güter in Somerset und Wiltshire zurück, die sie als Wittum nach dem Tod ihres ersten Mannes erhalten hatte. Dazu erhielt sie von Gurneys Gütern zunächst West Harptree und im Mai 1331 gegen eine jährliche Pachtzahlung auch die Güter von Englishcombe und Farrington. Gurney hatte mit ihr mehrere Kinder, darunter:
- Thomas Gurney
- John Gurney, Lord of Knowle
- Matthew Gurney († 1406) ⚭ Alice Beauchamp
- Edmund Gurney
- Joan Gurney ⚭ Matthew Branch

Sein ältester Sohn Thomas beantragte im November 1339, dass er als Erbe seines Vaters zu seiner Volljährigkeit die Güter als Lehen erhielt. Diese wurden ihm dann im März 1340 übergeben.

## Bewertung
Obwohl die meisten zeitgenössischen Chronisten wie Adam Murimuth Gurney als einen der Mörder von Eduard II. betrachteten. bleiben die genauen Umstände des Todes von Eduard II. ungeklärt. Ob Roger Mortimer tatsächlich William Ockley und Gurney angewiesen hat, den König zu ermorden, oder ob die beiden nach den wiederholten Versuchen, den König zu befreien, in Panik den König ermordeten, ist nicht zu klären. Möglicherweise starb der König auch eines natürlichen Todes.